# Grönländische Fußballmeisterschaft 1979
Die Grönländische Fußballmeisterschaft 1979 war die 17. Spielzeit der Grönländischen Fußballmeisterschaft.
Meister wurde zum ersten Mal CIF-70 Qasigiannguit.

## Teilnehmer
Über die Meisterschaft ist quasi nichts bekannt. Es ist lediglich ein Spiel bekannt. Über den überlieferten Torschützenkönig kann zudem auf eine dritte Mannschaft geschlossen werden.
- N-48 Ilulissat
- CIF-70 Qasigiannguit
- SAK Sisimiut

## Modus
Der Modus der Meisterschaft ist unbekannt. Die Schlussrunde fand in Aasiaat statt.

## Ergebnisse
Es ist lediglich bekannt, dass CIF-70 Qasigiannguit SAK Sisimiut in der Schlussrunde mit 2:1 n. V. besiegte.